# 231 Ouest 2901 et 2902

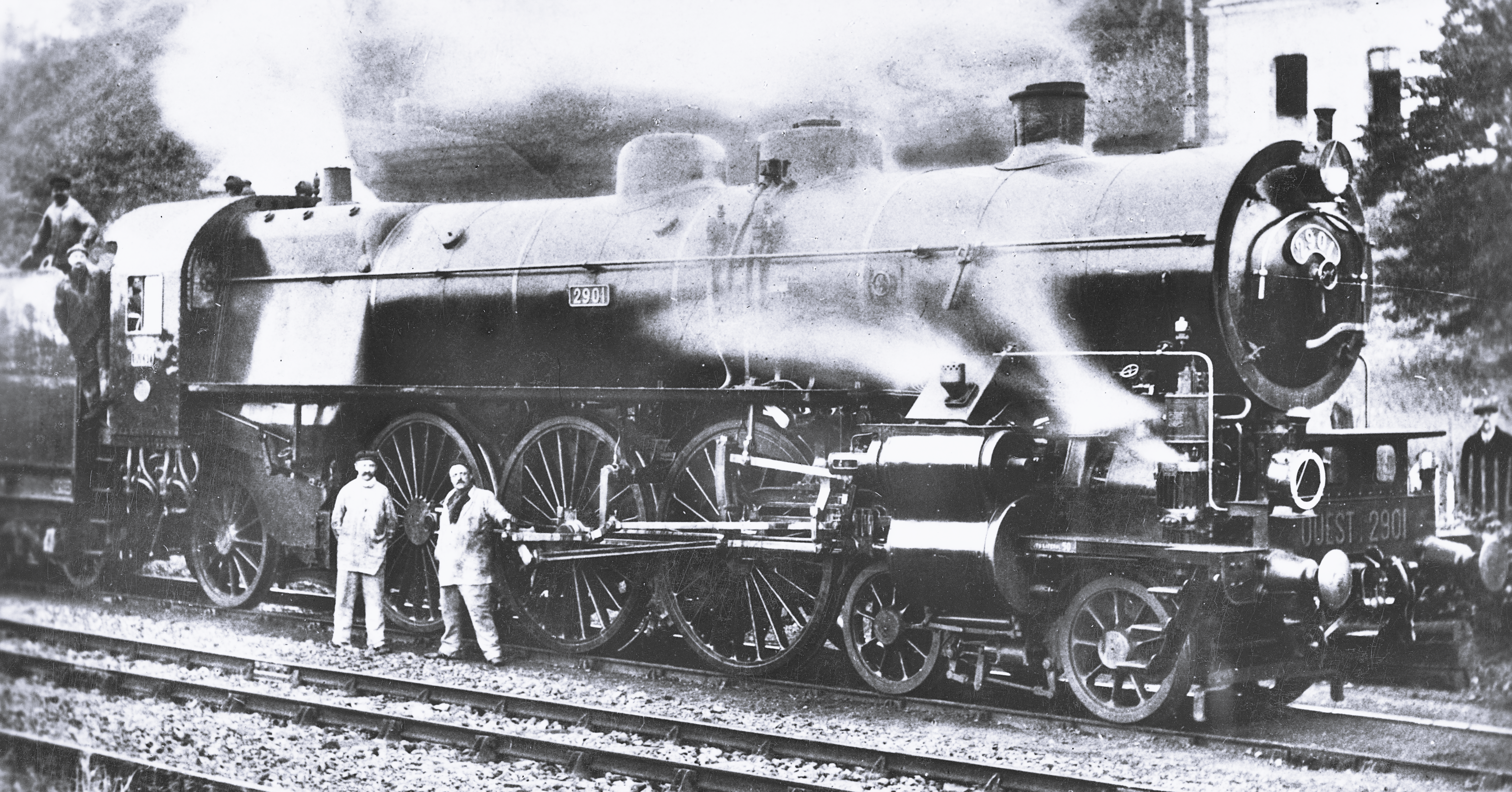
Locomotive n°2901

Les Pacific numéros 2901 et 2902 sont des locomotives à vapeur construites par les ateliers de la Compagnie des chemins de fer de l'Ouest situés à Sotteville-Quatre-Mares pour ladite Compagnie en 1908.

## Genèse
Ces locomotives furent étudiées par la Compagnie des chemins de fer de l'Ouest en 1904 sous la houlette de M. Robert Dubois et M. Maurice Demoulin, ingénieurs au service Matériel et Traction. En effet en prévision de l'accroissement du poids des trains il fut décidé d'étudier un nouveau type de locomotives pour le service sur les lignes de Brest et de Cherbourg qui comportaient des rampes de 10 pour mille et faisaient chuter la vitesse des trains. Malheureusement pour la Compagnie des difficultés financières retardèrent la construction de ces prototypes jusqu'en 1908.

## Technique
Ces machines disposaient d'un moteur à quatre cylindres compound du type « Du Bousquet De Glehn », avec les HP intérieurs et les BP extérieurs, et la distribution était du type « Walschaerts » mais modifiée avec les commandes extérieures pour les HP comme pour les BP ce qui ne manqua pas de poser des problèmes de fonctionnement. Les barres de commande de changement de marche furent reportées sous le tablier. Le foyer était un foyer de type « Belpaire ». Le bogie était à longerons intérieurs et avait un déplacement latéral de + ou - 50 mm et le bissel avait un déplacement latéral de + ou - 70 mm. L'échappement était de type « Nord » à cône mobile.

## Utilisation et services
Si ces locomotives firent une forte impression du fait de leur grande hauteur, avec un tablier dégageant complètement les roues, de la longueur inhabituelle de leur chaudière, il leur fut reproché une cabine trop étriquée, mais celle-ci était imposée par le gabarit restrictif de la Compagnie des chemins de fer de l'Ouest. À leur sortie de l'atelier constructeur de la Compagnie, situé à Sotteville-Quatre-Mares, et après une séance photo, les machines rejoignirent la gare de Paris-Saint-Lazare pour une exposition.
Après cela elles furent affectées au dépôt des Batignolles où dès le début des essais apparurent des problèmes avec la distribution. Les réglages nécessaires ne purent se faire immédiatement du fait du rachat de la Compagnie par la Compagnie des chemins de fer de l'État et lorsqu'enfin le temps put être trouvé, d'autres problèmes au niveau de la chaudière apparurent.
À la suite d'essais sur les lignes Paris-Le Havre et Paris-Cherbourg, au cours desquels il fut nécessaire de faire intervenir plusieurs fois la locomotive de secours, à la suite de la non-résolution des problèmes de distribution, les locomotives furent mutées au dépôt de Paris-Vaugirard et incluses dans le roulement des Ten wheel série 2700. Dans ce roulement elles assurèrent tant bien que mal un service vers la Bretagne.
Cependant, la Compagnie des chemins de fer de l'État étant pressée par le temps pour acheter des locomotives de vitesse, elle fit construire des Pacific reprenant la chaudière de ces deux prototypes mais avec le moteur des 3800, ce qui donna la série des 231 État 231-011 à 231-060 (futures : 3-231 B 11 à 60). Ces nouvelles venues chassèrent en 1910 les deux locomotives vers le service des messageries et marchandises pour lequel elles n'avaient pas été conçues, et elles furent réimmatriculées 6001 et 6002 et mutées au dépôt de Chartres.
Finalement elles furent réimmatriculées 231.001 et 231.002, perdirent leur tender pour des 22 m3 identiques à ceux des 231 État 231-011 à 231-060, et furent radiées en 1928 sans avoir fait de grands services. Leurs chaudières servirent cependant encore de générateurs de vapeur aux ateliers de Sotteville.

## Tender
Les tenders qui leur étaient accouplés furent tous à bogies. Les premiers contenaient 24 m3 d'eau et 9 t de charbon et furent immatriculés : ??? Ensuite ce furent des tenders de 22 m3 d'eau et contenant ? t de charbon immatriculés : 3-22 B ?

## Caractéristiques
- Pression de la chaudière : 16 kg/cm2
- Diamètre des cylindres HP : 660 mm
- Diamètre des cylindres BP : 400 mm
- Diamètre des roues motrices : 2080 mm ( à vérifier)
- Diamètre des roues du bogie : 960 mm ( à vérifier)
- Diamètre des roues du bissel : 1370 mm ( à vérifier)
- Masse à vide : 82 t
- Masse en ordre de marche : 90,7 t
- Masse adhérente : 53,55 t
- Longueur hors tout : ? m
- Masse du tender à vide : 24,8 t
- Masse du tender en ordre de marche : 57,8 t
- Masse totale à vide : 106,8 t
- Longueur totale : ? m
- Vitesse maxi en service : ? km/h